# Amplificateur paramétrique optique
Un amplificateur paramétrique optique, abrégé OPA (pour Optical Parametric Amplfier en anglais), est une source de lumière laser qui génère ou amplifie de la lumière à une longueur d'onde contrôlée. Ce phénomène est obtenue par un processus d'amplification paramétrique. C'est essentiellement la même chose qu'un oscillateur paramétrique optique, mais sans la cavité optique (c'est-à-dire que les faisceaux lumineux ne traversent le milieu non linéaire qu'une ou deux fois, au lieu d'une infinité de fois).

## Génération paramétrique optique (OPG)

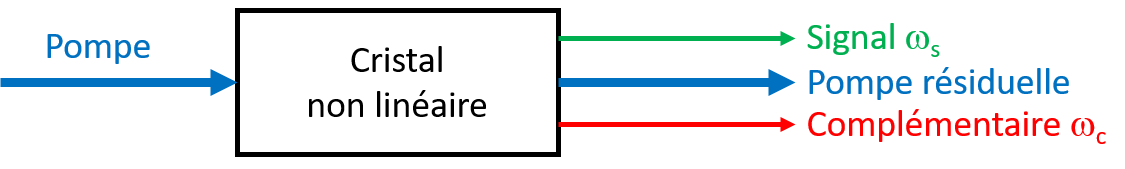
Schéma de principe de la génération paramétrique optique. L'onde pompe (en bleue) est incidente dans un cristal non linéaire. A la sortie, trois ondes sont présentes : la pompe résiduelle (bleue), le signal (vert) et le complémentaire (rouge).

La génération paramétrique optique (OPG) (également appelée fluorescence paramétrique optique) précède souvent l'amplification paramétrique optique.
Dans la génération paramétrique optique, une onde pompe, de pulsation optique {\displaystyle \omega _{p}}, est incidente dans un cristal non linéaire. Au passage de l'onde pompe dans le cristal non linéaire, deux ondes de pulsations optiques inférieures {\displaystyle \omega _{s}} et {\displaystyle \omega _{c}} sont générées, avec la condition {\displaystyle \omega _{p}=\omega _{s}+\omega _{c}}. Ces deux ondes de basse pulsations optiques inférieures à {\displaystyle \omega _{p}} sont appelées respectivement "onde signal" et "onde complémentaire". L'onde pompe n'étant pas totalement convertie aux ondes signal et complémentaire, les trois ondes sont présents à la sortie du cristal .
Cette émission de lumière est basée sur un processus d'optique non-linéaire, mettant en jeu la susceptibilité diélectrique d'ordre 2 du matériau. Le photon d'une impulsion laser incidente (pompe) est, par un cristal non linéaire, fissionné en deux photons de plus faible énergie. Les longueurs d'onde du signal et du complémentaire sont déterminées par la condition d'accord de phase. Cette condition peut être modifiée, par exemple, en modifiant la température de régulation du cristal. En maîtrisant la condition d'accord de phase, les longueurs d'onde des ondes signal et complémentaires sont modifiées (si la longueur d'onde de l'onde pompe reste fixe).

## Amplification paramétrique optique (OPA)

Schéma représentant l'amplification paramétrique optique : Un photon de pompe excite un niveau d'énergie virtuel dont la désintégration est stimulée par un photon de signal, ce qui entraîne l'émission d'un second photon de signal identique et d'un photon complémentaire par conversion d'énergie et de quantité de mouvement.

Dans une amplificateur paramétrique optique, deux ondes sont incidentes au cristal non linéiare : l'onde pompe de pulsation optique {\displaystyle \omega _{p}} et l'onde signal de pulsation optique {\displaystyle \omega _{s}}. L'OPA "affaiblit" l'onde pompe ({\displaystyle \omega _{p}}) et "amplifie" l'onde signal ({\displaystyle \omega _{s}}), et crée également l'onde complémentaire à la pulsation optique {\displaystyle \omega _{c}}. Ce processus respecte la loi de conservation de l'énergie {\displaystyle \omega _{p}=\omega _{s}+\omega _{i}}.
Dans l'OPA, les photons de pompe et les photons complémentaires se déplacent généralement de manière colinéaire à travers un cristal optique non linéaire. Pour ce processus, il est nécessaire de remplir la condition d'accord de phase citée plus haut.
Comme les longueurs d'onde d'un système OPG+OPA peuvent varier (contrairement à la plupart des lasers qui ont une longueur d'onde fixe), ils sont utilisés dans de nombreuses méthodes spectroscopiques.
À titre d'exemple d'OPA, l'impulsion de pompage incidente est la sortie de 800 nm (12500 cm-1) d'un laser Ti:saphir, et les deux sorties, signal et complémentaires, sont dans le proche infrarouge, dont la somme des nombres d'onde est égale à 12500 cm-1.